# Saint-Gervais-Saint-Protais
Saint-Gervais-Saint-Protais, vanligen kallad Saint-Gervais, är en kyrkobyggnad i Paris, invigd åt de heliga Gervasius och Protasius. Kyrkan är belägen vid Place Saint-Gervais i Paris fjärde arrondissement.

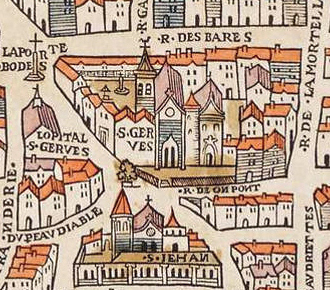
Saint-Gervais-Saint-Protais (•S•GERVES). Detalj från Truschets och Hoyaus Paris-karta (1550-talet)